# Mario Tosa
Mario Tosa (Genova, 26 luglio 1953 – Genova, 21 novembre 1979) è stato un carabiniere italiano, vittima del terrorismo.

## Biografia
Fu arruolato nell’Arma nel 1972 ove divenne Carabiniere Scelto nel 1979. Dopo aver operato in Reparti territoriali del Piemonte, prestò servizio, dal 1977, prestava servizio presso il Nucleo operativo radiomobile dei carabinieri di Genova Sampierdarena. Nel 1979, la mattina del 21 novembre, giorno in cui l'Arma dei Carabinieri festeggia la sua patrona Virgo Fidelis, il carabiniere Tosa e il maresciallo ordinario Vittorio Battaglini svolgevano il servizio di pattugliamento delle principali arterie urbane di Genova. A poca distanza dalla sede del loro comando, i militari dell'Arma entrarono in un bar ove vennero fatti segno, proditoriamente, di 11 colpi di pistola alle spalle da parte di due terroristi- appartenenti alle Brigate Rosse, che si diedero alla fuga su una Fiat 128 rubata. L'attentato venne rivendicato, con una telefonata anonima al quotidiano genovese Il Corriere Mercantile, da parte delle Brigate Rosse - colonna genovese Francesco Berardi.
A Genova sono intitolate al carabiniere Mario Tosa una via ove a tre anni dall'eccidio, il 21 novembre 1982, fu ufficialmente scoperta una targa ricordo e la sede del Comando Compagnia Genova-San Martino, posta in via San Martino.